# Joaquim de Almeida Ramos

Armas do barão de Almeida Ramos

Joaquim de Almeida Ramos, primeiro e único barão de Almeida Ramos (4 de outubro de 1834 — Rio de Janeiro, 2 de março de 1885); foi fazendeiro cafeicultor brasileiro, atuando nas regiões de Valença e Vassouras, na então província do Rio de Janeiro.
Foi advogado por profissão e comissário do café, formado pela Faculdade de Direito de São Paulo, em 1859. Advogando na cidade de Mar de Espanha e depois, em Valença. Proprietário de uma casa de comissões de café, no Rio de Janeiro. Era filho do alferes João Luiz de Almeida e Maria Bernarda de Almeida. Casou-se em 1865 com Francisca Peregrina das Chagas Werneck, filha do coronel José de Almeida Pinto, barão de Ipiabas e Ana Francisca das Chagas Werneck. Com o casamento a sua esposa passou a se chamar Francisca das Chagas Werneck de Almeida Ramos (Rio de Janeiro, 20 de maio de 1839 — Rio de Janeiro, 25 de dezembro de 1926). Recebeu o título, em 1882, assim como seu marido, de baronesa de Almeida Ramos. Deixou um filho de nome:
- João Evangelista de Almeida Ramos (Barão de Santa Bárbara), agricultor, casou-se com Maria Messias de Almeida. Foi agraciado com o título de Barão de Santa Bárbara, pelo decreto imperial 03 de agosto de 1889. Faleceu em sua fazenda Pirapetinga, e foi sepultado na igreja matriz de Santa Bárbara de Monte Verde, Minas Gerais.

Era ainda, irmão de Pedro de Almeida Ramos, do qual eram sócios da firma Pedro Ramos & Irmãos, quando por volta de 1880, compraram a Fazenda São Lourenço, situada em Valença, na qual, passou a residir e seu irmão negociava o café que nela produzia. Era casado com a prima, Ana Vieira Ramos, com quem teve um único filho, que morreu jovem. Pedro faleceu em 27 de outubro de 1888, deixando seus bens em testamento a esposa e a seus sobrinhos, filhos do barão de Almeida Ramos. O inventário post mortem de Pedro, só foi aberto em 1892.

## Títulos nobiliárquicos
Barão de Almeida Ramos
Título conferido por decreto imperial em 18 de janeiro de 1882.